# Yiewsley
Yiewsley is een wijk in het Londense bestuurlijke gebied Hillingdon, in de regio Groot-Londen.